# Kluzijevke
Kluzijevke (lat. Clusiaceae nom. cons., stariji naziv Guttiferae), biljna porodica u redu malpigijolike (Malpighiales) koja je dobila ime po rodu kluzija (Clusia). Sastoji se od nekoliko stotina vrsta (874) unutar 18 rodova. Prave kluzije su zimzeleno grmlje i drveće iz tropske Amerike.
Rod Hypericum, hrvatski zvana pljuskavica, koja je nekada uključivana u porodicu Guttiferae, uz još neke rodove čini samostalnu porodicu pljuskavičevke ili goračevke Hypericaceae.

## Opis
Clusiaceae, porodica garcinija (red Malpighiales), koja se sastoji od oko 14 rodova i oko 800 vrsta tropskog drveća i grmlja. Nekoliko ih je važno zbog svojih plodova, smola ili drva, a brojne se vrste uzgajaju kao ukrasne biljke.
Članovi porodice Clusiaceae obično imaju široke duguljaste listove; oni mogu biti kožasti i imati snažnu središnju žilu iz koje se granaju mnoge nježne horizontalne žile. Biljke imaju smolasti ljepljivi sok, cvjetove s brojnim prašnicima često spojenim u snopove, odvojene latice i čašice. Muški i ženski organi često se nalaze u zasebnim cvjetovima.
Rod Clusia ima oko 300-400 vrsta porijeklom iz tropske Amerike. Mnogi članovi počinju kao epifiti u krošnjama drveća i na kraju pošalju korijenje preko stabla domaćina na tlo. “Škotski odvjetnik”, ili “cupey” (C. rosea), koji je porijeklom iz karipskog područja, naraste do oko 10 metara (30 stopa) i često se sadi kao grm na plaži na područjima izloženim slanom prskanju. Ima listove duge 10 cm (4 inča), ravno otvorene cvjetove sa šest ružičasto bijelih voštanih latica i višestanične plodove veličine loptice za golf s mnogo sjemenki. Poput drugih vrsta u porodici, plodovi se otvaraju, a zalisci se široko šire poput zvijezde, otkrivajući sočno jarko narančasto tkivo (arile) koje okružuje sjemenke.
Nekoliko stabala roda Garcinia daje vrijedne plodove, poput mangostina (G. mangostana). “Waika šljiva” ili “mangostin” (G. intermedia), porijeklom iz Srednje Amerike, ima mali, ovalni, žuti plod. U tropima postoji oko 250 vrsta, osobito čestih u Indo-Maleziji.
Drugi glavni rodovi uključuju Tovomita (60 vrsta) i Chrysochlamys (55 vrsta), porijeklom iz tropskih područja Novog svijeta, i Symphonia (23 vrste), pronađenu u tropskim područjima diljem svijeta.

## Tribusi i rodovi
1. Clusieae Choisy in DC., 1824, 418 vrsta
  1. Arawakia L.Marinho
  2. Chrysochlamys Poepp. 35 vrsta
  3. Clusia Plum. ex L. 314 vrsta
  4. Dystovomita (Engl.) D'Arcy 2 vrste
  5. Tovomita Aubl. 65 vrsta
  6. Tovomitopsis Planch. & Triana 2 vrste
2. Garcinieae Choisy in DC., 1824 404 vrste
  1. Allanblackia Oliv. 8 vrsta
  2. Garcinia L. 396 vrsta
3. Symphonieae Choisy in DC., 1824 43 vrste
  1. Lorostemon Ducke 5 vrsta
  2. Montrouziera Pancher ex Planch. & Triana 6 vrsta
  3. Moronobea Aubl. 7 vrsta
  4. Pentadesma Sabine 5 vrsta
  5. Platonia Mart. 2 vrste
  6. Symphonia L.f. 16 vrsta
  7. Thysanostemon Maguire 2 vrste
4. Agasthiyamalaia S.Rajkumar & Janarth. 1 vrsta
5. Havetiopsis Planch. & Triana 1 vrsta
6. Nouhuysia Lauterb. 3 vrste
7. Quapoya Aubl. 4 vrste

## Vanjske poveznice
- Encyclopaedia Britannica
- Flora of China
- The Plant List  Arhivirana inačica izvorne stranice od 18. lipnja 2017. (Wayback Machine)
- Science Direct